# La Cierva
La Cierva település Spanyolországban, Cuenca tartományban. La Cierva Cuenca, Valdemoro-Sierra, Valdemorillo de la Sierra, Pajarón és Cañada del Hoyo községekkel határos. Lakosainak száma 39 fő (2024).

## Népesség
A település népessége az utóbbi években az alábbiak szerint változott:
| Lakosok száma | 54   | 51   | 44   | 53   | 52   | 45   | 39   | 28   | 34   | 39   |
|               | 2001 | 2004 | 2006 | 2009 | 2011 | 2014 | 2016 | 2019 | 2021 | 2024 |